# Fort Michillimakinac
Fort Michillimakinac était un poste de traite établi à la pointe sud du détroit séparant le lac Michigan et le lac Huron, en Nouvelle-France dans le Pays-d'en-Haut. Trois sites en tout reçurent l’appellation Fort Michillimakinac, deux sous le régime français, un autre sous le régime britannique. Les deux derniers sites ont été convertis en musées ouverts au public. Le village de Mackinaw City s'est développé autour de l'emplacement du fort initial.

## Histoire

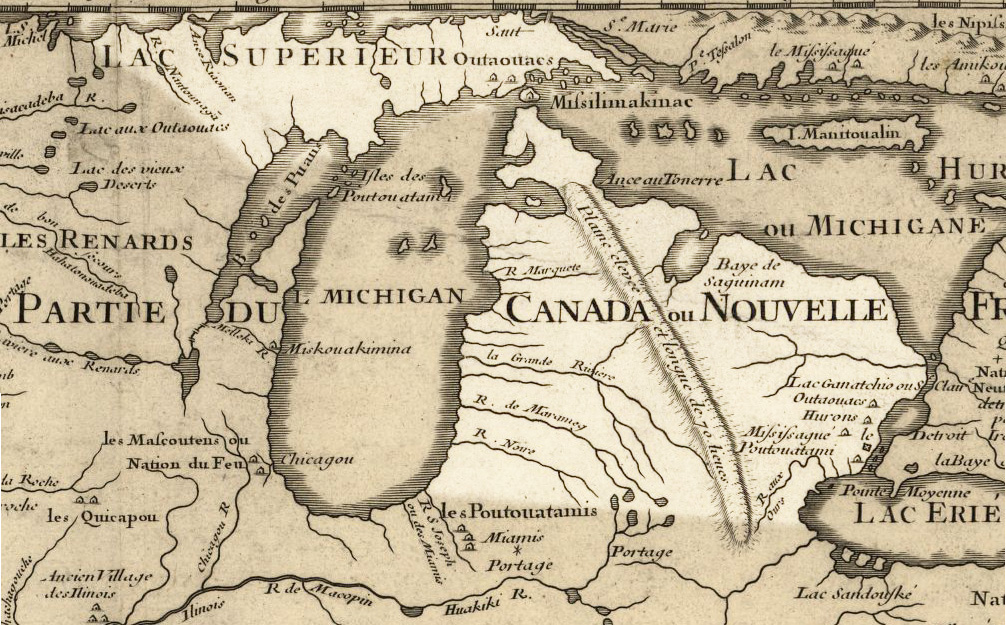
On peut repérer Miſsilimakinac sur cette carte de la Nouvelle-France par Guillaume Delisle en 1718.

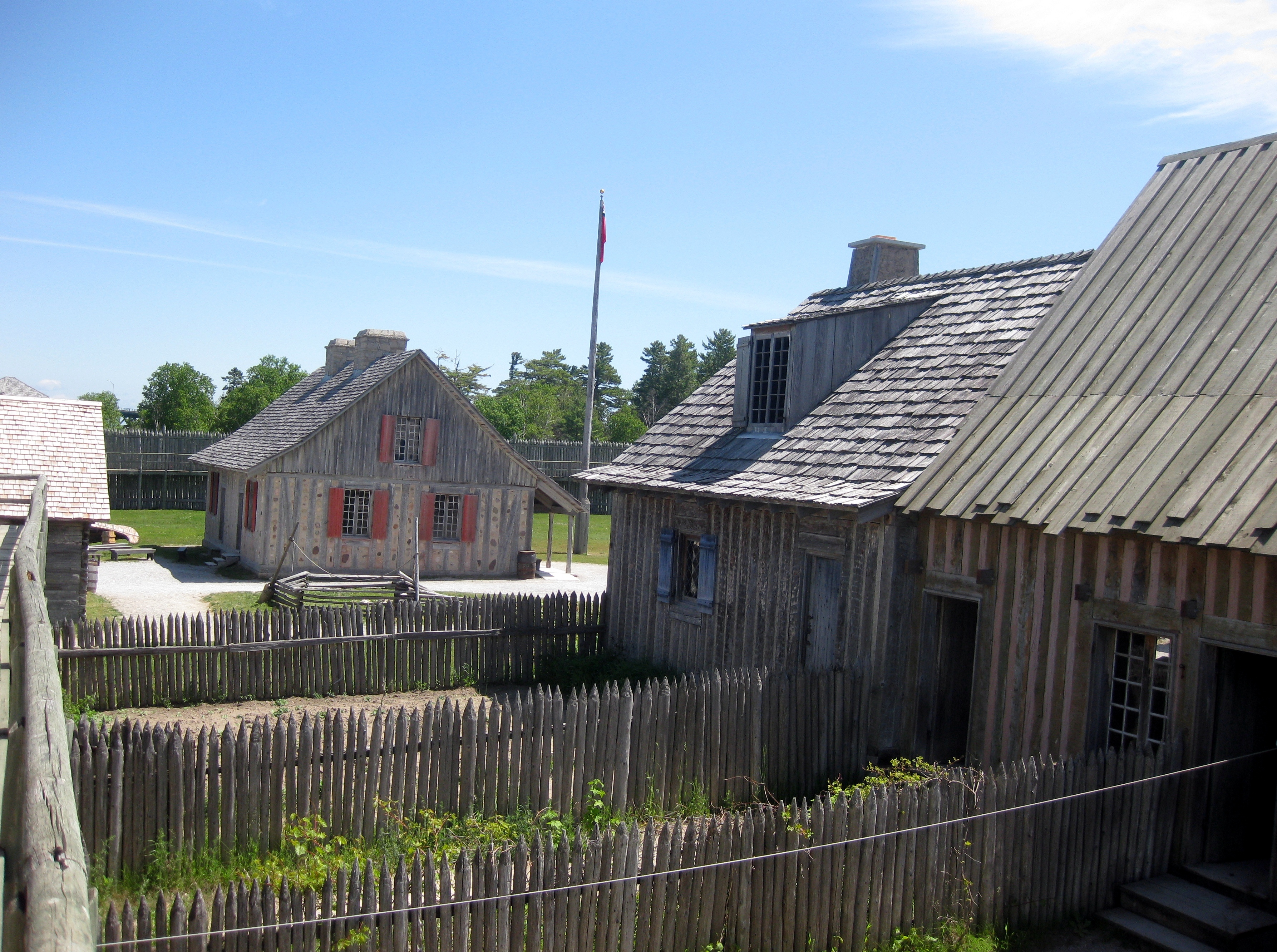
Reconstitution de l'intérieur du fort Michillimakinac.

L'endroit situé à la confluence des routes de terre et d'eaux au cœur même du continent nord-américain était depuis longtemps un lieu de rencontre, de commerce, de discussions d'alliances ou des guerres, pour les diverses tribus amérindiennes ; les Illinois, les Saulteaux, les Sioux, les Assiniboines, les Cris, les Outaouais et d'autres nations. Jean Nicolet fut un des premiers Européens à explorer cette région et y vécut plusieurs années vers 1624. Plusieurs années plus tard, en 1686, le Marquis de Denonville, Gouverneur de la Nouvelle-France y ordonna la construction d'un fort. L'endroit comprenait une garnison commandée par Olivier Morel de La Durantaye, des Compagnies franches de la marine. Plusieurs habitants de différentes nations amérindiennes et des Français vivaient à l'intérieur et autour du fort. Cette petite métropole était la plaque tournante pour la traite des fourrures et le commerce des Pays-d’en-Haut. Dans de bonnes conditions, le voyage se faisait en un mois ; 1 500 kilomètres, 36 portages via les rivières des Outaouais, Mattawa, rivière des Français, ainsi que le lac Huron. Cet endroit était la limite ouest pour que les voyageurs aient le temps d'être revenus à Montréal avant les températures froides d'automne et la durée du jour de plus en plus courte.

## Le fort Buade
La première installation sur le site, le fort Buade, a été fondé en 1683 par les Français sur la rive nord du détroit de Mackinac (« Mackinac Straits » en anglais) entre les lacs Michigan et Huron, le poste avait d’abord et avant tout une vocation commerciale. L’établissement avait aussi pour but de protéger la mission Saint-Ignace, nommée en l'honneur de Saint Ignace de Loyola, et fondée par le père Jacques Marquette en 1671.
Vers 1695, le gouverneur de la Nouvelle-France, sieur Louis de Buade de Frontenac envoie l'officier Augustin Le Gardeur de Courtemanche au Fort Michillimakinac comme diplomate auprès des tribus amérindiennes pour leur annoncer les victoires françaises contre les Anglais sur la côte atlantique au sud du territoire de l'Acadie.
Après l’effondrement du marché des pelleteries en France à la fin du XVIIe siècle (pour avoir surchargé les marchés de la métropole), le Ministère de la Marine décida de fermer les comptoirs dans les Pays d’en Haut et certains autres au Pays des Illinois dont le Fort Buade malgré les pressions intenses des autorités coloniales au Canada. En 1701, Antoine de Lamothe-Cadillac, sous l’autorité du ministère, ferma le poste et ramena la garnison avec lui au Fort Pontchartrain qu’il venait d’ériger. La mission subit le même sort.

## Deuxième emplacement
La seconde forteresse, le fort Michillimakinac, fut fondée sur la pointe sud du même détroit en 1715, déjà occupée depuis 1673. L'enceinte du fort accueillait même quelques familles de colons canadiens établies autour des remparts. Durant le restant du régime français, ce comptoir demeura une plaque tournante du commerce des pelleteries dans les Pays d’en Haut malgré l’extinction des coureurs des bois et leur remplacement par les voyageurs. Cela dit, le fort du détroit, Fort Pontchartrain, eut, et ce depuis la fermeture de 1701, une influence politique plus remarquable et une population coloniale plus importante. Par le Traité de Paris de 1763, la forteresse fut cédée à la Grande-Bretagne alors que la garnison française avait dû abandonner les combats en 1760. Après la cession, Pontiac orchestra l’attaque coordonnée des places fortes des Pays d’en Haut maintenant occupées par les Britanniques. Les Amérindiens s’emparèrent du fort et massacrèrent les militaires et la population civile avant de le restituer l’année suivante. Un village établi tout près du site du fort prit forme en 1857, reprenant le même nominatif que la base militaire qu’on avait maintenant rasée. Le nom de la bourgade américaine fut réduit à Mackinaw en 1894.

## Le fort Mackinac
Le dernier édifice militaire érigé sur le site, le fort Mackinac, a été construit au tournant des années 1780, les forces militaires britanniques déménagèrent sur l’île Mackinac, jugeant l’emplacement précédent inadéquat. La révolution américaine avait débuté quatre années plus tôt et la relocalisation permettait de contrôler l’accès aux Grands Lacs avec une meilleure efficacité. L’indépendance américaine acquise en 1783, les Britanniques continuèrent d’occuper la forteresse jusqu’à ce qu’un accord officialise la cession à la jeune république dans la décennie qui suivit.
Au XXe siècle, les sites furent l’objet d’une fouille archéologique qui permit la restauration des deux derniers établissements (à Mackinaw et sur l’île de Mackinac). Le premier site est maintenant occupé par la municipalité de Saint-Ignace dans l’État du Michigan.

## Commandement chronologique du site historique

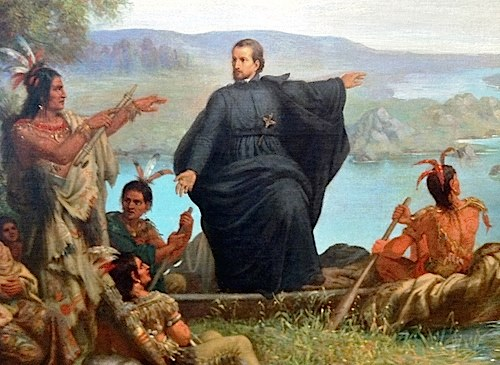
Père Jacques Marquette parmi les Amérindiens.

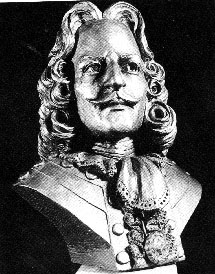
Buste de Lamothe-Cadillac.

- 1670 : Claude Dablon, mission Saint-Ignace
- 1671 : Jacques Marquette, mission Saint-Ignace
- 1683-1690 : Olivier Morel de La Durantaye, mission Saint-Ignace
- 1690-1691 : François Dauphin de la Forest, mission Saint-Ignace et Fort Buade
- 1691-1694 : Louis de La Porte de Louvigné, mission Saint-Ignace et Fort Buade
- 1694-1696 : Antoine de Lamothe-Cadillac, mission Saint-Ignace et Fort Buade
- 1696-1704 : Étienne de Carheil, mission Saint-Ignace
- 1704-1714 : Joseph Jacques Marest, mission Saint-Ignace et fort Buade
- 1715-1725 : Constant le Marchand de Lignery, Fort Michillimakinac
- 1729-1730 : Jacques-Charles Renaud Dubuisson, Fort Michillimakinac
- 1730-1733 : Jacques Testard de Montigny, Fort Michillimakinac
- 1734-1742 : Pierre Joseph Céloron de Blainville, Fort Michillimakinac
- 1744-1744 : Monsieur de Vivchevet, Fort Michillimakinac
- 1745-1747 : Louis, chevalier de La Corne, Fort Michillimakinac
- 1747-1749 : Jacques Legardeur de Saint-Pierre, Fort Michillimakinac
- 1749-1750 : François Lefebvre Duplessis Fabert, Fort Michillimakinac
- 1750-1753 : Louis Liénard de Beaujeu de Villemonde, Fort Michilimakinac
- 1754-1754 : Monsieur Herbin, Fort Michilimakinac
- 1755-1763 : Guerre de Sept Ans